# Kurtuluş (Şişli)
Kurtuluş ("Liberazione" in Turco) è un quartiere del distretto Şişli di Istanbul che originariamente si chiamava Tatavla, che significa "stalle" in greco (Ταταύλα). Il nome turco moderno significa "liberazione", "salvezza" o "indipendenza". Il 13 aprile 1929, sei anni dopo la fondazione della Repubblica di Turchia, il quartiere fu devastato da un incendio che distrusse in gran parte 207 case. Il nome fu cambiato in Kurtuluş per segnare la ricostruzione dell'area.
Un tempo quartiere a prevalenza greco-ortodossa e armena, oggi la sua popolazione è composta per lo più da turchi trasferitisi dopo la fondazione della Repubblica di Turchia nel 1923. Vi è ancora una piccola popolazione di greci, armeni ed ebrei, oltre ad alcuni curdi che sono immigrati economici relativamente recenti.

## Ubicazione
Il quartiere è adiacente a Pangaltı, Feriköy e Dolapdere.

## Storia
Il quartiere nacque nel XVI secolo come zona residenziale per i greci dell'isola di Chios che si erano stabiliti qui per lavorare nei principali cantieri navali dell'Impero Ottomano nel vicino quartiere di Kasımpaşa; originariamente vivevano a Kasımpaşa, ma si ritirarono a monte in una nuova zona quando la loro chiesa fu trasformata in moschea. Nel 1793 il sultano Selim III decretò che solo i greci avrebbero potuto vivere a Tatavla, una distinzione che condivideva con la piccola città egea di Ayvalık.
Nel 1832, un incendio distrusse completamente il quartiere: 600 case e 30 negozi andarono in fiamme. Nel XIX secolo la popolazione di Tatavla raggiunse circa 20.000 abitanti e ospitò diverse chiese ortodosse (Hagios Demetrios, Hagios Georgios e Hagios Eleftherios), scuole e taverne; fu soprannominata Piccola Atene per il suo carattere greco. Era tipicamente una zona residenziale per i greci di reddito più modesto. Ciononostante, alla fine del XIX secolo vennero costruite alcune grandi residenze, alcune delle quali sono ancora in piedi oggi, soprattutto lungo Kurtuluş Caddesi. Nonostante i disordini della guerra dei Balcani, seguiti dalla prima guerra mondiale e dalla guerra greco-turca (1919-1922) e poi dal devastante incendio, il quartiere continuò a ospitare una numerosa popolazione greca (oltre a una significativa popolazione armena ed ebraica). Tuttavia, i disordini del 1955 convinsero la maggior parte dei greci che era giunto il momento di emigrare.

## Cultura
Tatavla era famosa per il vivace carnevale Baklahorani, un evento annuale organizzato dalla comunità greco-ortodossa il Lunedì Pulito, l'ultimo lunedì prima della Quaresima. Si svolgeva nel XIX secolo e forse anche prima. Fu vietato dalle autorità turche nel 1943, ma è stato ripreso nel 2010.
Una vivida descrizione di Tatavla prima della Prima guerra mondiale si trova nel romanzo Loxandra di Maria Iordanidou del 1963, basato sulle esperienze di sua nonna.

## Trasporti
Kurtuluş è servita dalla stazione Osmanbey della Linea M2 della metropolitana di Istanbul e da innumerevoli autobus provenienti da Taksim.